# Kameni, přicházíš...
Kameni, přicházíš... (Kamieniu, przychodzisz) – tomik wierszy czeskiego poety Vladimíra Holana, opublikowany w 1937. Zalicza się do pierwszej fazy rozwoju liryki poety, charakteryzującej się intelektualizmem i hermetycznością. Zawiera między innymi wiersze Služebnost, Není více, Antaios, Jaro, Smrt Larisy Reisnerové, Cestou Alpami, Monolog, Zpěv pastýřův, Hudba i Listopadová vichřice. W tomiku został też ogłoszony wiersz K.H.M. poświęcony osobie najwybitniejszego czeskiego romantyka Karela Hynka Máchy. W omawianym zbiorku Holan eksperymentował z instrumentacją głoskową.
Utwory z omawianego zbiorku tłumaczyli na język polski Józef Waczków i Andrzej Piotrowski